# تاكيشي هيبي
تاكيشي هيبي (باليابانية: 日比 威) (2 يونيو 1973 في طوكيو في اليابان – )؛ هو لاعب كرة قدم سابق كان يلعب كلاعب وسط.